# IC 3004
IC 3004 је спирална галаксија у сазвјежђу Дјевица која се налази на листи објеката дубоког неба у Индекс каталогу.
Деклинација објекта је + 13° 14' 51" а ректасцензија 12h 7m 10,2s. Привидна величина (магнитуда) објекта IC 3004 износи 14,6 а фотографска магнитуда 15,4. IC 3004 је још познат и под ознакама MCG 2-31-30, CGCG 69-54, PGC 38457.